# Łyżkarstwo

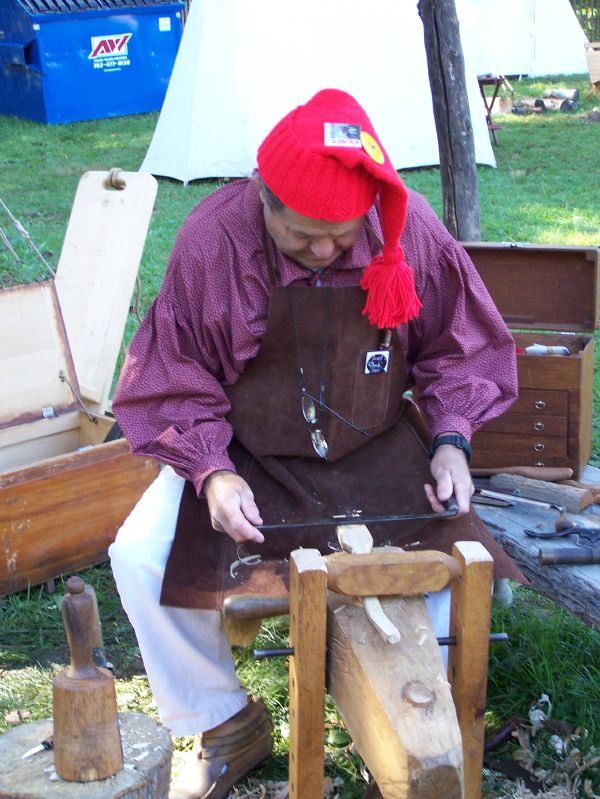
Łyżkarz przy pracy

Łyżkarstwo – wyrób przedmiotów gospodarczych z drewna, głównie łyżek i warząchwi, a także innych przedmiotów kuchennych. W tym celu używa się drewna miękkiego, tzn. lipy, wierzby, topoli i olchy. Rzemiosło to wymagało dużego nakładu pracy i zdolności manualnych. Łyżkarstwem zajmowano się głównie na wsi i zimą kiedy było mniej pracy na polu. Praca łyżkarza była kilkuetapowa: ociosywano drewno według formy, żłobiono środek specjalnie do tego stworzonym dłutem i prawie gotowy przedmiot szlifowano. Zręcznemu łyżkarzowi wyrób jednej łyżki tą metodą zajmował około piętnastu minut. Znana była jeszcze metoda sznurkowa polegająca na wyrabianiu przedmiotów na tokarce i przy pomocy naprężonego sznurka.